# Batalla de Siffín
La batalla de Siffín enfrentó a los partidarios del cuarto califa del Islam, Alí ibn Abi Tálib con los del gobernador de Siria Muawiya ibn Abi Sufyán y, como consecuencia, los musulmanes quedaron divididos en tres grupos: suníes, chiíes y jariyíes. La batalla tuvo lugar en Siffín, una llanura junto al Éufrates medio cercana a la actual ciudad siria de Raqqa, en el año 657, en el marco de lo que en árabe se llama Al-Fitna al-Kubra o «gran guerra civil».

## Antecedentes
El año anterior había sido asesinado el califa precedente, Otmán. El vacío de poder fue aprovechado por los alíes (partidarios de Alí) para nombrarlo califa. Alí era primo y yerno de Mahoma, y desde la muerte de este había reclamado su derecho a sucederle, organizando en torno a sí una facción, llamada en árabe shi‘at ‘ali, «partido o facción de Alí» (de donde procede el término «chií»). 
La elección de Alí fue contestada por varios grupos, oponiéndose con especial fuerza Muawiya ibn Abi Sufyán, gobernador de Siria y miembro del clan de los omeyas, como el califa asesinado. Muawiya acusó a Alí de complicidad en la muerte de su predecesor, por haberse negado a castigar a los autores del crimen, y reclamó que su sangre fuera vengada de acuerdo con la costumbre árabe. El bando contrario insistía en la supuesta impiedad de Otmán, lo que justificaría el asesinato. Bajo estas consideraciones formales latía también un conflicto territorial, pues estaba en juego la preeminencia de Siria o de Irak (bastión de los alíes) en la dirección del Estado islámico. 
Durante varios meses, Alí y Muawiya intercambiaron emisarios y entablaron negociaciones infructuosas, en las que Muawiya llegó a proponer la división del Estado islámico en dos califatos y Alí dirimir la cuestión con un duelo entre ambos, para evitar la guerra. Todo esto no hizo sino aumentar la tensión; la guerra parecía cada vez más inevitable.

## La batalla
Alí tomó la iniciativa y se dirigió a Siria con sus tropas. El ejército sirio salió a su encuentro, lo que ocurrió en Siffín en el verano del 657. Durante una semana, ambos bandos se resistieron a entablar batalla abierta: se producían escaramuzas entre destacamentos que regresaban al campamento respectivo al caer la noche. Finalmente, unos y otros se prepararon para el choque frontal.
La batalla empezó el día 8 del mes de safar del año 37 de la Hégira (26 de julio del año 657). Según las crónicas, los heraldos de Alí se presentaron ante las tropas de Muawiya, exhortándolas a abrazar la verdad y reconocer el califato de Alí, a lo que los de Muawiya respondieron: «Queremos venganza por la sangre de Otmán. Entregadnos a sus asesinos si defendéis la verdad». La tradición afirma que, para evitar la batalla, Alí volvió a retar a Muawiya, primero, y, tras el rechazo de este, a su general Amr ibn al-As, a un combate singular que zanjara el asunto.
Durante tres días, los dos ejércitos combatieron con fiereza. La batalla estaba en su apogeo cuando las tropas de Muawiya depusieron las armas y, clavando hojas del Corán en la punta de sus lanzas, dijeron que debía cesar la lucha fratricida y someterse el disenso al juicio de Dios, es decir, al dictamen de un árbitro justo y piadoso. Se trataba de dirimir la cuestión de si podía admitirse el asesinato de Otmán y, por tanto, si el gobernador de Siria tenía o no derecho a vengarse. La tradición chií afirma que actuaron así porque su derrota era inminente. 
Aunque Alí quería seguir el combate, la mayoría de los alíes, entre ellos Málik al-Ashtar, su principal general, estuvieron de acuerdo con la propuesta, lo que obligó a Alí a aceptar el arbitraje. Ante esto, un grupo de combatientes se rebeló diciendo que era un sacrilegio dejar en manos humanas el juicio divino y que había que continuar combatiendo hasta que Alá diera la razón a unos u otros. Este grupo abandonó la batalla, y de ahí el nombre de jawariŷ («los que se salieron») que se les dio. 
El árbitro, Ashas ibn Qays, dio la razón a Muawiya, cuyas tropas le proclamarían califa al año siguiente. Los alíes y los jariyíes continuaron combatiendo a Muawiya, pero se desgastaron también en una cruenta lucha entre ellos que a la larga cimentó el futuro califato omeya, establecido definitivamente, con capital en Damasco, a la muerte de Alí en el año 661.

## Consecuencias

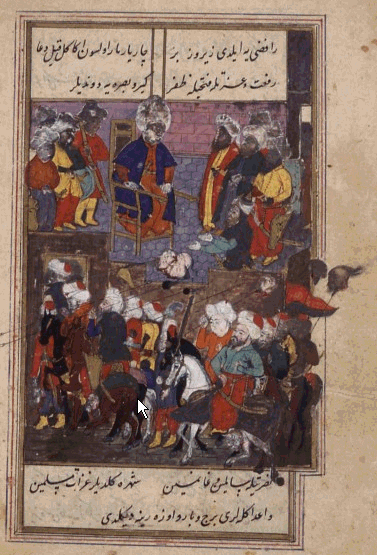

La batalla de Siffín dividió a los musulmanes en tres grupos que convivirán y se enfrentarán a lo largo de toda la historia del Islam. Los alíes o chiíes (partidarios de Alí), los jariyíes y el resto, que por ser el grupo más numeroso se darán a sí mismos el nombre de suníes, que podría traducirse por «tradicionalistas» u «ortodoxos». La división en principio fue política, aunque cada grupo acabará desarrollando importantes diferencias doctrinales con los demás, especialmente los chiíes. Por esta razón se suele utilizar el nombre de alíes para referirse a ellos en estos primeros momentos en que desde el punto de vista doctrinal no se diferencian de los demás musulmanes.
En cuanto al conflicto territorial subyacente, la lucha entre Siria e Irak, marca, en primer lugar, la práctica desaparición de Arabia de la escena histórica. La península arábiga había permanecido durante siglos casi al margen de los acontecimientos del área, para irrumpir de repente y con fuerza debido al islam y su expansión, y volver a desaparecer con la consolidación del califato omeya y el traslado del centro político del imperio islámico desde Medina a Damasco. La Meca permanecerá como centro espiritual. Por otro lado, la lucha entre Siria e Irak continuará, y a la vuelta de un siglo una revuelta iraquí acabará con el poder omeya y trasladará la capital a Mesopotamia.